# Барилко, Билл
Билл Бари́лко также известный под прозвищем «Bashin' Bill» (англ. bashing — бьющий ← от англ. to bash — бить; «Бьющий Билл» или «Билл в ударе») полное имя Уи́льям Бари́лко (англ. William Barilko, 25 марта 1927, Тимминс, Онтарио, Канада – 26 августа 1951, Кокран, Онтарио, Канада) — канадский хоккеист, защитник. Провёл 5 сезонов в Национальной хоккейной лиге, выступал за команду «Торонто Мэйпл Лифс».

## Игровая карьера
Канадский игрок украинского происхождения Билл Барилко родился в Тимминсе, Онтарио. В феврале 1947 года Барилко был приглашён из клуба Хоккейной лиги тихоокеанского побережья «Голливуд Вулвз» в команду «Торонто Мэйпл Лифс», где играл вплоть до своей трагической гибели в 1951 году. В дебютный год ему достался свитер с номером 21, который впоследствии он сменил на номер 19, а затем — на номер 05, который в «Торонто» был закреплён за ним навечно. За 5 сезонов проведённых в «Торонто», он четырежды выигрывал Кубок Стэнли.
Свой последний гол в карьере, который стал также и последним в сезоне 1951 года, Билл Барилко забросил в овертайме 5-й игры финала Кубка Стэнли в ворота «Монреаль Канадиенс» и принёс своему клубу 4-й за последние пять сезонов Кубок Стэнли.

## Личная жизнь
У Билла была сестра Энни Барилко — позднее Энни Клисанич (англ. Anne Janet Klisanich), также родилась в Тимминсе, любила хоккей и до последнего болела за «Торонто Мэйпл Лифс», скончалась 15 января 2013 года в Торонто.  
Также у Билла был брат Алекс — хоккеист, игравший в 1946 году за команду Oakland Oaks. 
Билл Барилко встречался с Луизой Хастингс (англ. Louise Hastings).

## Исчезновение и смерть
26 августа 1951 года, через четыре месяца после завоевания «Кубка Стэнли», в возрасте 24-ёх лет Билл Барилко вместе со своим другом — дантистом и пилотом Генри Хадсоном отправился на гидросамолёте Fairchild 24 рыбачить в деревню Руперт Хаус (также известную под названием Васкаганиш) в заливе Руперта на севере Квебека, они планировали вернуться к концу августа, однако на обратном пути домой — на озеро Поркьюпайн (англ. Porcupine Lake) в Тимминсе, самолёт бесследно пропал вместе с пассажирами. В последний раз их видели в Руперт Хаус 26 августа заправляющими самолёт. 28 августа газеты Канады уже писали о пропаже Билла на первых страницах. 
По случаю пропажи была развёрнута самая масштабный за историю Канады поисковая операция покрывавшая 78 тысяч квадратных километров, задействовавшая 38 самолётов королевских ВВС Канады, 270 частных самолётов и многих наземных, местных искателей. Операция не дала никаких результатов, но обошлась в 385 тысяч [канадских?] долларов (около 3,7 миллиона [каких?] долларов в пересчёте на 2017 год), став самой дорогой операцией за всю историю существования канадских вооружённых сил.
Лишь 11 лет спустя, в 1962 году, пилот вертолёта Гэри Филдс (англ. Gary Fields) патрулируя с воздуха леса Онтарио увидел крыло самолёта в зарослях, однако не смог установить точную его локацию — по возвращении на базу он сообщил об увиденном в Department of Lands and Forests и тот выделил поисковую команду.
7 июня 1962 года пилот вертолёта Рон Бойд (англ. Ron Boyd) вместе с инженером Филом Вестоном (англ. Phil Weston), наконец обнаружили место крушения самолёта в 100 километрах к северу от города Кокран, Онтарио (довольно далеко от места первоначальных поисков) — они пролетали над густым хвойным лесом изобилующим сфагновыми болотами и увидели блеснувшие обломки. Было принято решение отметить путь к месту единственным возможным образом — бросая с борта вертолёта рулоны туалетной бумаги, после чего команда приземлилась, как можно ближе к месту крушения (ближайшее место нашлось примерно в двух с половиной километрах) — Рон и Фил по колено в воде, через болота проследовали к обломкам. Успешно преодолев всю дистанцию пешком, они обнаружили самолёт разбитым и частично утопленным — останки пилота и пассажира были найдены пристёгнутыми ремнями безопасности в своих сидениях, слева за штурвалом был Хадсон покрытый мхом, неподалёку лежал Барилко с разбитым черепом, оба тела были частично обуглены.
Билл Барилко и Генри Хадсон были похоронены дома — на кладбище Тимминс Мемориал (англ. Timmins Memorial Cemetery) примерно через неделю после, того как их тела обнаружили.
Спустя 54 года с момента крушения, в 2005 году, место падения самолёта удалось наконец огородить и отметить, такая задержка была вызвана недоступностью, удалённостью и непроходимой болотистой местностью.
Обломки самолёта так и оставались лежать нетронутыми в болотистом лесу на протяжении 60-ти лет с момента крушения до наступления 16 октября 2011 года, когда они организованными силами наконец были возвращены домой на озеро Поркьюпайн, Тимминс, Онтарио. 

## Награды и достижения
- Обладатель Кубка Стэнли (4): 1947, 1948, 1949, 1951
- Участник матчей всех звёзд НХЛ (3): 1947, 1948, 1949

## Клубная карьера
| 1945/46     | Голливуд Вулвз     | ТПХЛ        | 38  | 4  | 5  | 9  | 103 | 12 | 2 | 3 | 5  | 26  |
| 1946/47     | Голливуд Вулвз     | ТПХЛ        | 47  | 9  | 2  | 11 | 69  | —  | — | — | —  | —   |
| 1946/47     | Торонто Мэйпл Лифс | НХЛ         | 18  | 3  | 7  | 10 | 33  | 11 | 0 | 3 | 3  | 18  |
| 1947/48     | Торонто Мэйпл Лифс | НХЛ         | 57  | 5  | 9  | 14 | 147 | 9  | 1 | 0 | 1  | 17  |
| 1948/49     | Торонто Мэйпл Лифс | НХЛ         | 60  | 5  | 4  | 9  | 95  | 9  | 0 | 1 | 1  | 20  |
| 1949/50     | Торонто Мэйпл Лифс | НХЛ         | 59  | 5  | 10 | 17 | 85  | 7  | 1 | 1 | 2  | 18  |
| 1950/51     | Торонто Мэйпл Лифс | НХЛ         | 58  | 6  | 6  | 12 | 96  | 11 | 3 | 5 | 2  | 31  |
| Итого в НХЛ | Итого в НХЛ        | Итого в НХЛ | 252 | 26 | 36 | 62 | 456 | 47 | 5 | 7 | 12 | 104 |